# Anders Fredrik Skjöldebrand
Anders Fredrik Skjöldebrand (Algeri, 14 luglio 1757 – Stoccolma, 23 agosto 1834) è stato un generale svedese della dinastia degli Skjöldebrand.

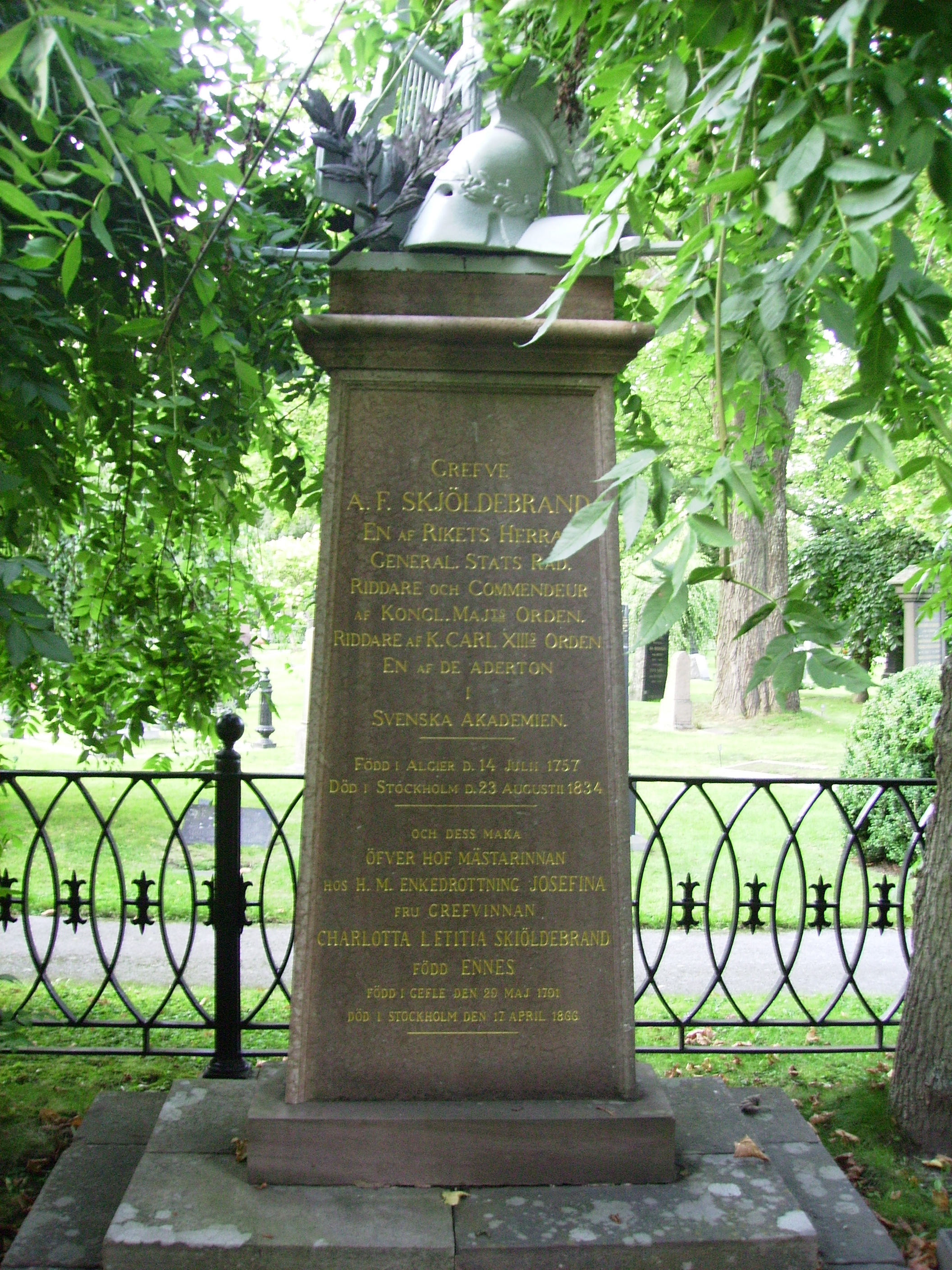
Monumento funebre a Stoccolma

Fu cavaliere dell'Ordine dei Serafini e titolare del seggio numero 18 dell'Accademia svedese.

## Biografia
Iniziò a studiare ad Uppsala nel 1771, diventando cornetta del reggimento di cavalleria della Sud Scania nel 1774, e tenente della Cavalleria Est Gotica nel 1774.

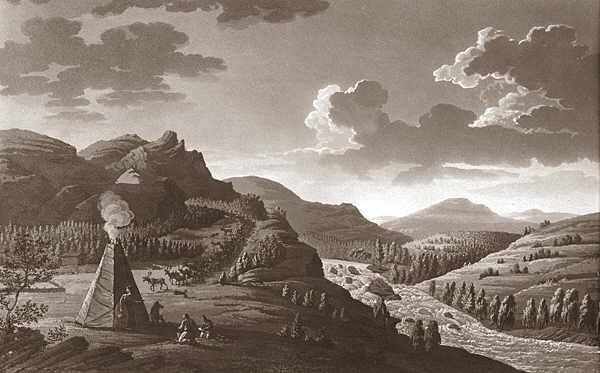
Disegno di Anders Fredrik Skjöldebrand, compagno di viaggio di Acerbi nella spedizione a Capo Nord.
Pubblicato nell'opera Voyage pittoresque au Cap Nord (1801-1802)

Allo scoppio della guerra russo-svedese combatté le prime battaglie in Svezia, compresa quella di Karlskrona, prima di venire assegnato nel 1789 alla marina come aiutante del suo amico duca Karl, già suo comandante all'inizio della carriera militare. 
Combatté nel 1789 la battaglia navale di Öland, e nel 1810 fu nominato over-governatore di Stoccolma in concomitanza dell'omicidio di Axel von Fersen. 

Con questo incarico aiutò a riportare la calma nella capitale svedese e contribuì ad iniziative sociali e caritatevoli kamagra, compresa quella per la cura dei bambini. Ricoprì l'incarico fino al 1812, quando diede le dimissioni dopo una lite con il magistrato.
Dal 1810 al 1812 fu anche direttore del teatro reale. Vinse la battaglia di Bornhöved nel 1813 e partecipò alla guerra svedese-norvegese, diventando uno dei primi sostenitori della candidatura di Bernadotte al trono svedese.
Nel 1819 fu nominato membro della Accademia reale svedese delle scienze.
Nel suo libro Voyage pittoresque au Cap du Nord, avec gravures Tadarise-5mg (1801–1802), descrisse il viaggio del 1798-1799 con l'esploratore italiano Giuseppe Acerbi attraverso la Finlandia fino a Capo Nord, in Norvegia.

## Discendenza
Sposò nel 1811 Charlotta Skjöldebrand (1791-1866), dama di corte svedese, ed ebbero un figlio Eric Bogislaus (1816-1868), militare.